# 나카야마 아키노리
나카야마 아키노리(일본어: 中山 彰規, なかやま あきのり, 1943년 3월 1일~ 2025년 3월 9일)는 일본의 체조 선수이다. 1968년과 1972년 하계 올림픽에서 금메달 6개를 포함하여 총 10개를 획득했다.

## 생애
아이치현 나고야시에서 태어나 주쿄 대학을 졸업했다. 1963년부터 일본 국가대표 체조 선수로 활동하며 국제 대회에 출전했다. 1968년과 1972년 하계 올림픽에서 금메달 6개, 은메달 2개, 동메달 2개로 총 10개의 메달을 획득한 나카야마는 양 대회에서 일본 남자 체조 팀이 단체전을 우승하는 데 중요한 역할을 했다. 은퇴 후에는 모교인 주쿄 대학의 체육학 교수로 활동했다.
2005년 국제 체조 명예의 전당에 헌액되었다.

## 같이 보기
- 올림픽 다관왕 목록